# Кох, Константин Александрович
Константи́н Алекса́ндрович Ко́х (род. 31 октября 1982, Новосибирск, СССР) — российский учёный, кандидат геолого-минералогических наук, лауреат Премии президента РФ в области науки и инноваций для молодых учёных. Автор исследования по развитию методов получения халькогенидных соединений и создание функциональных кристаллов для высокотехнологичных устройств.

## Биография
Константин Кох родился 31 октября 1982 года в Новосибирске. В 2005 году окончил геолого-геофизический факультет Новосибирского государственного университета, в 2008 году защитил диссертацию на соискание степени кандидата геолого-минералогических наук.
В 2018 году Кох стал лауреатом Премии президента РФ в области науки и инноваций для молодых учёных. Премия была вручена за развитие методов получения халькогенидных соединений и создание функциональных кристаллов для высокотехнологичных устройств: Коху удалось усовершенствовать метод Бриджмена. Учёный предложил нагревать расплав чуть сильнее с определенной стороны и таким образом, через разницу температур усиливать естественную конвекцию в сосуде, что приводит к росту более совершенного кристалла.
Кох также принимал участие в исследованиях по выявлению форм, в которых находятся рудные компоненты в месторождениях полезных ископаемых. Он разработал методики, которые обеспечивают воспроизводимый синтез микрообразцов заданного состава. Как показали исследования, халькогенидные формы благородных металлов могут быть устойчивыми на магматической стадии формирования месторождения, являясь источником золота и серебра в дальнейших процессах рудоотложения.
Константин Кох является старшим научным сотрудником ФГБУН «Институт геологии и минералогии имени В.С. Соболева Сибирского отделения Российской академии наук». Преподает в Новосибирском государственном университете, читает курс «рост и морфология кристаллов».